# Canton de Thiron-Gardais
Le canton de Thiron-Gardais est une ancienne division administrative française située dans le département d'Eure-et-Loir et la région Centre-Val de Loire.

## Administration

### Conseillers généraux de 1833 à 2015
| Période                                  | Période      | Identité                                      | Étiquette             | Qualité |
| ---------------------------------------- | ------------ | --------------------------------------------- | --------------------- | --- |
| 1833                                     | 1848         | Louis Parfait Huerne                          |                       | Huissier, maire (1828-1832), juge de paix à Thiron |
| 1848                                     | 1850 (décès) | François Marcel Ducœurjoly                    |                       | Meunier, maître de poste, maire de Thiron, conseiller d'arrondissement |
| 1850                                     | 1852         | André Saturnin Morin                          |                       | Auteur d'études critiques sur les sciences occultes et les questions religieuses Notaire, puis avocat Sous-préfet de Nogent-le-Rotrou en 1848 Membre du conseil municipal de Paris de 1876 à 1878 |
| 1852                                     | 1861         | Comte Salomon-Louis de La Tullaye (1790-1887) |                       | Propriétaire du château de la Vignardière, maire de Marolles-les-Buis |
| 1861                                     | 1870         | Désiré Amour Herbault (1832-1897)             |                       | Maire et propriétaire à Coudreceau, juge de paix à Nogent-le-Rotrou |
| 1870                                     | 1871         | Octave Philippe Célestin Hermand              |                       | Professeur à la faculté de droit de Paris |
| 1871                                     | 1897 (décès) | Charles-Adolphe Truelle                       | Républicain           | Propriétaire et négociant - Maire de Coudreceau Député de l'arrondissement de Nogent-le-Rotrou (1876-1883)                                                                                        |
| 1897                                     | 1910         | Louis Massot                                  | Républicain           | Propriétaire - Maire de Thiron (1908-1910) |
| 1910                                     | 1940         | Eugène Fettu                                  | Rad.                  | Négociant, conseiller du commerce extérieur de la France Maire de Combres |
|                                          |              |                                               |                       | |
| 1945                                     | 1949         | Charles-Léopold Berneron                      | SFIO                  | Négociant en grains Maire de Chassant, ancien conseiller d'arrondissement |
| 1949                                     | 1967         | Pierre Lamirault                              | RPF puis DVD          | Agriculteur, conseiller municipal de Saint-Denis-d'Authou, membre de la Chambre d'Agriculture |
| 1967                                     | 1992         | Philippe Lamirault                            | Rad. puis MRG puis PS | Cadre supérieur chez Renault Maire de Thiron-Gardais (1953-1995) |
| 1992                                     | 2015         | Luc Lamirault                                 | DVD                   | Chef d'entreprise Maire de Saint-Denis-d'Authou (1989-2018) Président de l'ancienne communauté de communes du Perche thironnais (2005-2016) Élu en 2015 dans le canton de Nogent-le-Rotrou        |
| Les données manquantes sont à compléter. |              |                                               |                       | |

### Conseillers d'arrondissement (de 1833 à 1940)
Le canton de Thiron avait deux conseillers d'arrondissement.
| Période                                  | Période | Identité                             | Étiquette | Qualité |
| ---------------------------------------- | ------- | ------------------------------------ | --------- | --- |
| 1833                                     | 1848    | François Marcel Ducœurjoly           |           | Propriétaire à Thiron                                                                                       |
| 1833                                     | 1836    | Louis Joseph Salmon                  |           | Marchand de bois, maire de Combres                                                                          |
| 1836                                     | 1848    | Ambroise Lefort                      |           | Propriétaire cultivateur à Thiron                                                                           |
|                                          |         |                                      |           | |
| 1913                                     | 1925    | Désiré Colas                         |           | Cultivateur éleveur, maire de Coudreceau                                                                    |
| 1913                                     | 1925    | Achille Vanvooren (1858-1928)        |           | Industriel à Courbevoie (Seine), propriétaire à Frazé                                                       |
|                                          |         |                                      |           | |
| 1931                                     | 1940    | Charles-Léopold Berneron (1882-1965) | Radical   | Négociant en grains, propriétaire, maire de Chassant                                                        |
| 1931                                     | 1940    | Alfred André (1878-1959)             | Radical   | Cultivateur, maire de Frazé (1919-1944)                                                                     |
| 1940                                     |         |                                      |           | Les conseils d'arrondissement ont été suspendus par la loi du 12 octobre 1940 et n'ont jamais été réactivés |
| Les données manquantes sont à compléter. |         |                                      |           | |

## Composition
Le canton de Thiron-Gardais groupait 12 communes et comptait 4 960 habitants (recensement de 1999 sans doubles comptes).
| Communes              | Population (2012) | Code postal | Code Insee |
| --------------------- | ----------------- | ----------- | ---------- |
| Chassant              | 298               | 28480       | 28086      |
| Combres               | 368               | 28480       | 28105      |
| Coudreceau            | 403               | 28400       | 28112      |
| La Croix-du-Perche    | 163               | 28480       | 28119      |
| Frazé                 | 493               | 28160       | 28161      |
| Frétigny              | 429               | 28480       | 28165      |
| Happonvilliers        | 267               | 28480       | 28192      |
| Marolles-les-Buis     | 211               | 28400       | 28237      |
| Montigny-le-Chartif   | 453               | 28120       | 28261      |
| Nonvilliers-Grandhoux | 316               | 28120       | 28282      |
| Saint-Denis-d'Authou  | 438               | 28480       | 28331      |
| Thiron-Gardais        | 1 121             | 28480       | 28387      |

## Démographie
| 1990  | 1999  | 2006  | 2011  | 2012  |
| ----- | ----- | ----- | ----- | ----- |
| 4 872 | 4 960 | 5 428 | 5 664 | 5 677 |